# Héctor Boza

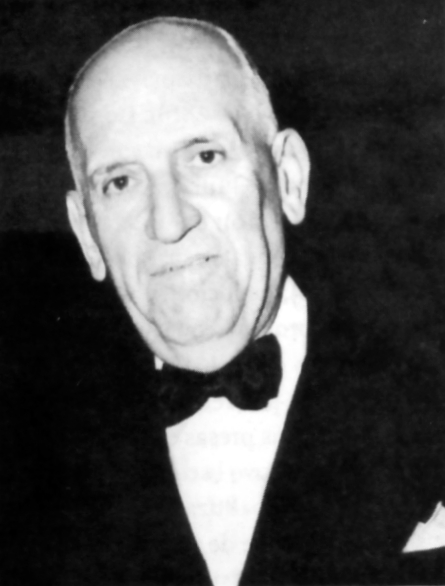
Héctor Boza

Héctor Boza Aizcorbe (* 1888 in Lima; † 1974) war ein peruanischer Politiker und Diplomat.

## Werdegang
Boza war von November 1933 bis Mai 1935 Ernährungsminister. Von 1945 bis 1948 war er Senator für die Provinz Ica und von 1950 bis 1956 Vizepräsident der Republik Peru. Danach war er von 1956 bis 1962 Botschafter in Frankreich.

## Ehrungen
- 28. Februar 1955: Großkreuz der Bundesrepublik Deutschland
- 1956: Ehrendoktor der Ingenieurwissenschaftlichen Fakultät der Universität Rolla